# Jessie Collins
Jessica "Jessie" Collins (* 8. března 1983 San Antonio, USA) je americká herečka.
Pochází z města San Antonio v Bexar County v Texasu. Je jednou ze čtyř sester, které se všechny věnují umění. Vystudovala Juilliard School v New Yorku. Její nejznámější rolí je postava Natalie Davis pod přezdívkou The Miniature Killer v Kriminálce Las Vegas.